# The Loaf
The Loaf是马来西亚一家连锁日式面包店，由该国前首相马哈迪·莫哈末与日本籍合伙人铃木二郎合资成立。2006年在吉打州浮罗交怡开设首家烘焙旗舰店。2008年在吉隆坡武吉免登的Pavilion购物中心开设第二间。截止2018年已开设12间。
The Loaf现由建筑公司怡克伟士（Ekovest Bhd）接管。

## 历史
2006年7月29日，由马哈迪与外资合伙的The Loaf面包店在浮罗交怡海港公园帆船中心举行开幕仪式，马哈迪本人也出席了该仪式，该面包店也是他自2003年卸下首相和从商后的第一项商业奠基。
2008年1月22日，马哈迪和马华公会前总会长林良实等贵宾莅临吉隆坡柏威年广场，为其第二间The Loaf面包店主持开张礼。
2018年4月12日，靠近第14届大选和马哈迪以在野党身份宣布参选首相的时刻，The Loaf在无预警情况下突然停止所有分店的营业。尽管马哈迪起初否认在这家公司拥有股份，但后来他承认，本身拥有股份，并称原本希望将The Loaf转让给他人以筹大选资金，但奈何没有找到愿意收购的商家，因此唯有将其关闭。
2018年11月25日，The Loaf被证实将由怡克伟士集团（Ekovest）接管，并举行试吃，已再度担任首相的马哈迪虽然没加入投资，但他和夫人茜蒂哈斯玛也受邀出席。马哈迪试吃后没发言。
2019年4月，The Loaf在吉隆坡蕉赖重新开张。